# Кісі (виноград)

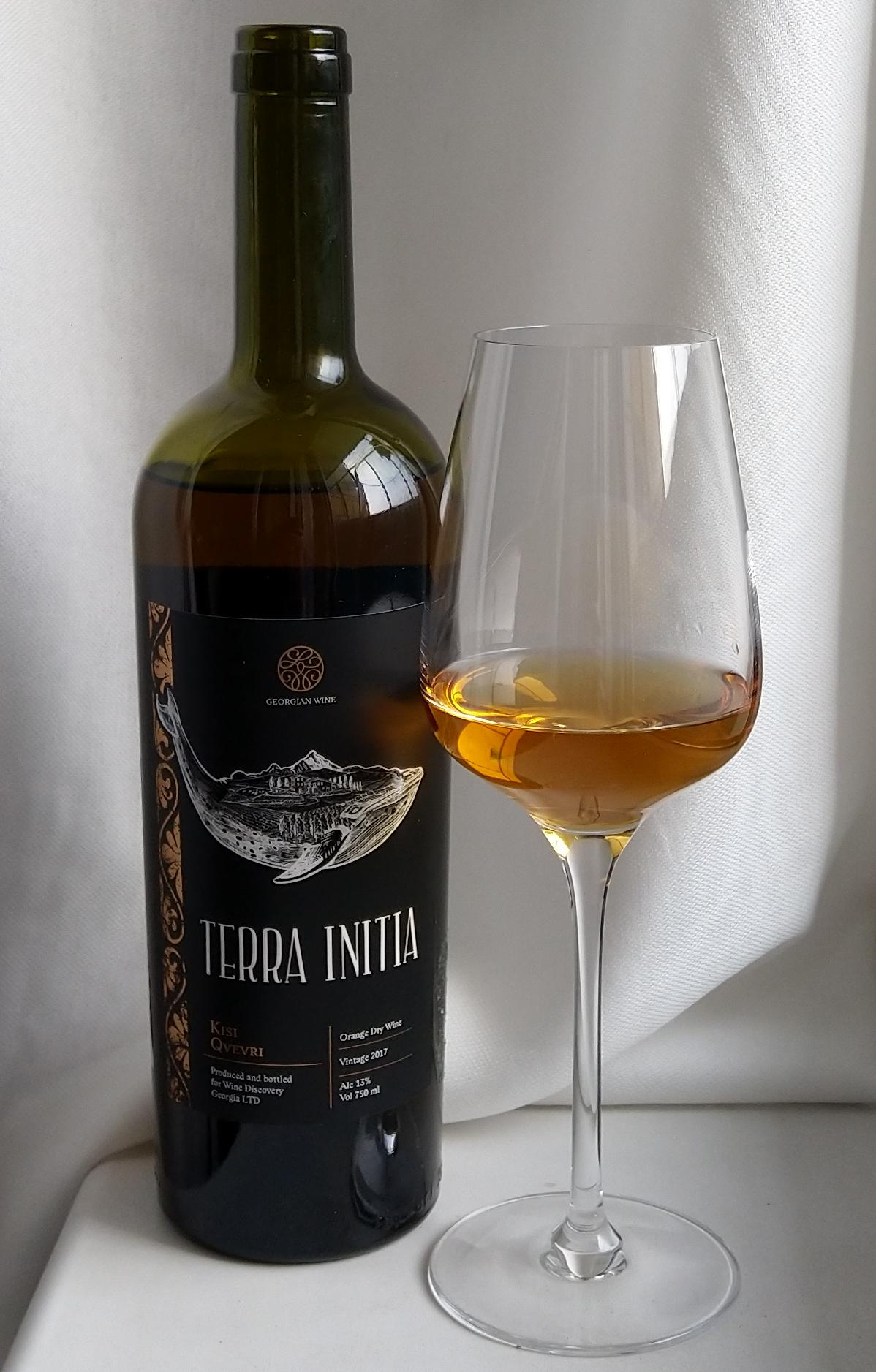
Вино з сорту кісі, вироблене за кахетинською технологією

Кісі (груз. ქისი) — технічний сорт білого винограду з Грузії.

## Розповсюдження
Сорт є автохтонним для Грузії. Вирощується у регіоні Кахетія.

## Характеристики сорту
Середньостиглий сорт. В екологічних умовах Кахетії вегетаційний період кісі триває 125-153 дні й в середньому дорівнює 142 дням. Тривалість вегетаційного періоду визначається за сумою активних температур, від 2647°C до 3142°C в середньому — 2935°C.
Кущі середньорослі. Лист злегка овальний, трилопатевий, рідко п'ятилопатевий, середній розмір — 18,5х18,0 см, нижня сторона листа має опушення. Квітка двостатева, має п'ять, рідше шість тичинок. Маточка має конусоподібну форму або схожу з пляшкою. Гроно середнього розміру, 12-24 см завдовжки, 5-12 см шириною, в середньому 18x10 см. Форма грона найчастіше схожа на конус або рідко — циліндроконічна; іноді грона мають «крило», розміром близько половини довжини пучка. Вага грона може становити від 80 до 450 г, при середній вазі 120-160 г. Ягоди середнього розміру, від 1,5 до 1,85 см завдовжки та від 1,45 до 1,63 см завширшки, середній розмір — 1,75х1,54 см. Вони овальні, рідко зустрічаються округлі ягоди. Ягоди мають зеленувато-жовте забарвлення із сіруватим відтінком, вкриті доволі густим шаром кутину, досить соковиті, мають тонку шкірку і добре виражений аромат. В ягоді знаходяться 1-3 насінини, середня кількість — 1,3. Вони жовтувато-коричневі, довгасті й округлі, довжиною 7 мм і шириною 3,5 мм.
Сорт чутливий до грибкових захворювань.

## Характеристики вина
З кісі виробляється біле сухе або бурштинове вино. Вино може вироблятись за класичною або кахетинською технологією. Вино, створене за традиційною технологією, має аромат білих фруктів, цукатів, дубу. Характеризується гарною структурою, досить високим вмістом танінів та вираженим післясмаком.